# Détendeur thermostatique
Ne doit pas être confondu avec Vanne thermostatique.

Schéma de principe d'un détendeur thermostatique. Le diaphragme flexible actionne la soupape à clapet ; une pression croissante dans le bulbe de détection appuie sur le clapet et ouvre davantage la soupape. Il y a également un ressort réglable qui fournit une force de fermeture sur la soupape et contrôle la surchauffe.

Le bulbe de détection est positionné près de l'extrémité de l'évaporateur et veille à ce que le flux de réfrigérant soit suffisant pour refroidir l'ensemble de l'évaporateur, mais pas trop pour que le liquide atteigne la position de détection. Le raccord d'égalisation est nécessaire lorsque la pression à la position de détection diffère de la pression à la sortie de la vanne.

Un détendeur thermostatique ou détendeur thermique (en anglais : thermal expansion valve ou thermostatic expansion valve, souvent abrégé en TEV, TXV ou TX valve) est un composant des systèmes de réfrigération à compression de vapeur et de climatisation qui contrôle la quantité de réfrigérant libérée dans l'évaporateur et qui est destiné à réguler la surchauffe du réfrigérant qui sort de l'évaporateur à une valeur stable. Bien qu'il soit souvent décrit comme une vanne  « thermostatique », un détendeur n'est pas capable de réguler la température de l'évaporateur à une valeur précise. La température de l'évaporateur varie uniquement en fonction de la pression d'évaporation, qui doit être régulée par d'autres moyens (par exemple, en ajustant la capacité du compresseur).
Les détendeurs thermostatiques sont souvent désignés sous le terme générique de « dispositifs de dosage », bien que ce terme puisse également désigner tout autre dispositif qui libère du réfrigérant liquide dans la section basse pression mais qui ne réagit pas à la température, comme un tube capillaire ou une vanne à pression contrôlée.

## Théorie du fonctionnement
Un détendeur thermostatique est un élément clé d'une pompe à chaleur ; c'est le cycle qui rend possible la climatisation, ou le refroidissement de l'air. Un cycle de réfrigération de base se compose de quatre éléments principaux : un compresseur, un condenseur, un dispositif de mesure et un évaporateur. Lorsqu'un réfrigérant passe dans un circuit contenant ces quatre éléments, la climatisation se produit. Le cycle commence lorsque le réfrigérant entre dans le compresseur sous une forme gazeuse à basse pression et à température modérée. Le réfrigérant est comprimé par le compresseur jusqu'à un état gazeux à haute pression et haute température. Le gaz à haute pression et à haute température entre ensuite dans le condenseur. Le condenseur refroidit le gaz à haute pression et à haute température pour lui permettre de se condenser en un liquide à haute pression en transférant la chaleur à un milieu à plus basse température, généralement l'air ambiant.
Afin de produire un effet de refroidissement à partir du liquide à haute pression, le débit du réfrigérant entrant dans l'évaporateur est limité par le détendeur, ce qui réduit la pression et permet une expansion isenthalpique vers la phase vapeur à une température inférieure. Un détendeur de type TXV possède un bulbe de détection rempli d'un liquide aux propriétés thermodynamiques similaires à celles du réfrigérant. Ce bulbe est relié thermiquement à la sortie de l'évaporateur afin de pouvoir détecter la température du réfrigérant qui quitte l'évaporateur. La pression du gaz dans le bulbe de détection fournit la force nécessaire à l'ouverture du TXV, ce qui permet d'ajuster dynamiquement le débit de réfrigérant à l'intérieur de l'évaporateur et, par conséquent, la surchauffe acquise par le réfrigérant qui sort de l'évaporateur.
La surchauffe est l'excès de température de la vapeur au-dessus de son point d'ébullition à la pression d'évaporation. L'absence de surchauffe indique que le réfrigérant n'est pas entièrement vaporisé dans l'évaporateur et que le liquide peut finir par recirculer vers le compresseur. D'autre part, une surchauffe excessive indique que le réfrigérant ne circule pas suffisamment dans le serpentin de l'évaporateur et qu'une grande partie de celui-ci ne contient pas de réfrigérant liquide à évaporer et ne fournit pas de refroidissement significatif dans cette partie. Par conséquent, en régulant la surchauffe à une petite valeur, généralement seulement quelques °C, le transfert de chaleur de l'évaporateur sera presque optimal, sans qu'un excès de réfrigérant saturé soit renvoyé vers le compresseur.

Certains détendeurs thermostatiques sont également spécifiquement conçus pour garantir qu'un certain débit minimum de réfrigérant puisse toujours circuler dans le système, tandis que d'autres peuvent également être conçus pour contrôler la pression de l'évaporateur afin qu'elle ne dépasse jamais une valeur maximale. 

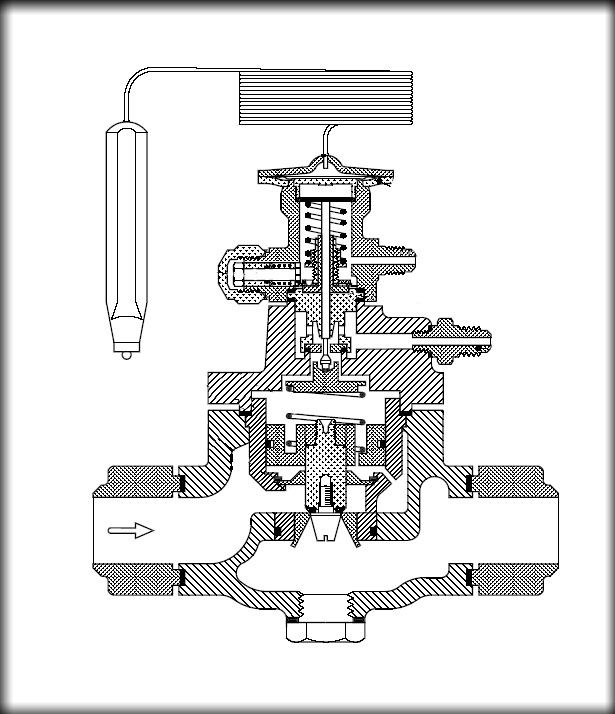
Un détendeur thermostatique piloté, la vanne supérieure est un TEV équilibré extérieurement, le débit à travers cette vanne ouvre la vanne inférieure plus grande.

.

## Description
Le contrôle du débit, ou dosage, du réfrigérant est réalisé à l'aide d'une ampoule de détection de la température, remplie d'une charge de gaz ou de liquide similaire à celle présente dans le système, qui fait que l'orifice de la vanne s'ouvre contre la pression du ressort dans le corps de la vanne lorsque la température de l'ampoule augmente. Lorsque la température de la conduite d'aspiration diminue, la pression dans l'ampoule et donc sur le ressort diminue également, ce qui entraîne la fermeture de la soupape. Un système de climatisation équipé d'une vanne TX est souvent plus efficace que d'autres conceptions qui n'en utilisent pas. De même, les systèmes de climatisation à vannes TX ne nécessitent pas d'accumulateur (un réservoir de réfrigérant placé en aval de la sortie de l'évaporateur), puisque les vannes réduisent le débit de réfrigérant liquide lorsque la charge thermique de l'évaporateur diminue, de sorte que tout le réfrigérant s'évapore complètement à l'intérieur de l'évaporateur (dans des conditions de fonctionnement normales telles qu'une température d'évaporateur et un débit d'air appropriés). Cependant, un réservoir de réception du réfrigérant liquide doit être placé dans la ligne de liquide avant la vanne TX afin que, dans des conditions de faible charge thermique de l'évaporateur, tout excès de réfrigérant liquide puisse être stocké à l'intérieur, empêchant tout liquide de refluer dans le serpentin du condenseur à partir de la ligne de liquide.
Lorsque les charges thermiques sont très faibles par rapport à la puissance nominale de la vanne, l'orifice peut être surdimensionné par rapport à la charge thermique et la vanne peut commencer à s'ouvrir et à se fermer de manière répétée pour tenter de contrôler la surchauffe à la valeur définie, ce qui fait osciller la surchauffe. Charges croisées, c'est-à-dire charges de bulbe de détection composées d'un mélange de différents réfrigérants ou de gaz non réfrigérants tels que l'azote (par opposition à une charge composée exclusivement du même réfrigérant à l'intérieur du système, appelée charge parallèle), réglées de manière que la courbe de la pression de vapeur en fonction de la température de la charge de bulbe « croise » la courbe de la pression de vapeur en fonction de la température du réfrigérant du système à une certaine valeur de température (c'est-à-dire une charge de bulbe réglée de telle sorte que, en dessous d'une certaine température du réfrigérant, la pression de vapeur de la charge de bulbe devient soudainement plus élevée que celle du réfrigérant du système, ce qui oblige la tige de dosage à rester en position ouverte), contribuent à réduire le phénomène de chasse à la surchauffe en empêchant l'orifice de la vanne de se fermer complètement pendant le fonctionnement du système. Le même résultat peut être obtenu grâce à différents types de passages de purge qui génèrent à tout moment un débit minimum de réfrigérant. Le coût, cependant, est de déterminer un certain débit de réfrigérant qui n'atteindra pas la ligne d'aspiration à l'état complètement évaporé lorsque la charge thermique est particulièrement faible, et que le compresseur doit être conçu pour gérer. En sélectionnant avec soin la quantité de liquide de la charge de l'ampoule de détection, il est également possible d'obtenir un effet dit MOP (pression de fonctionnement maximale) ; au-dessus d'une température précise du réfrigérant, la charge de l'ampoule de détection sera entièrement évaporée, ce qui fera que la vanne commencera à restreindre le débit indépendamment de la surchauffe détectée, plutôt que de l'augmenter afin de ramener la surchauffe de l'évaporateur à la valeur cible. Par conséquent, la pression de l'évaporateur sera empêchée d'augmenter au-delà de la valeur MOP. Cette fonction permet de contrôler le couple maximal de fonctionnement du compresseur à une valeur acceptable pour l'application (comme un moteur de voiture de petite cylindrée).
Une faible charge de réfrigérant est souvent accompagnée, lorsque le compresseur est opérationnel, d'un fort bruit de sifflement provenant du détendeur thermique et de l'évaporateur. Ce bruit est dû à l'absence de tête de liquide juste avant l'orifice mobile du détendeur, ce qui fait que l'orifice essaie de mesurer une vapeur ou un mélange vapeur/liquide au lieu d'un liquide.

## Types
Il existe deux principaux types de détendeurs thermostatiques : à égalisation interne ou externe. La différence entre les détendeurs à égalisation externe et interne réside dans la manière dont la pression de l'évaporateur affecte la position du pointeau. Dans les détendeurs à égalisation interne, la pression de l'évaporateur contre le diaphragme est la pression à l'« entrée » de l'évaporateur (généralement via un raccord interne à la sortie de la vanne), tandis que dans les détendeurs à égalisation externe, la pression de l'évaporateur contre le diaphragme est la pression à la  « sortie » de l'évaporateur. Les détendeurs thermostatiques à égalisation externe compensent toute chute de pression dans l'évaporateur. Pour les détendeurs thermostatiques à égalisation interne, une chute de pression dans l'évaporateur aura pour effet d'augmenter la surchauffe.
Les détendeurs thermostatiques à égalisation interne peuvent être utilisées sur des serpentins d'évaporateur à circuit unique ayant une faible chute de pression. Si un distributeur de réfrigérant est utilisé pour plusieurs évaporateurs parallèles (plutôt qu'une vanne sur chaque évaporateur), un détendeur thermostatique à égalisation externe doit être utilisé. Les détendeurs à égalisation externe peuvent être utilisés pour toutes les applications ; cependant, un détendeur à égalisation externe ne peut pas être remplacé par un détendeur à égalisation interne. Pour les applications automobiles, un type de détendeur thermostatique à égalisation externe, connu sous le nom de vanne de type bloc, est souvent utilisé. Dans ce type, soit une ampoule de détection est située dans le raccord de la conduite d'aspiration à l'intérieur du corps de la vanne et est en contact permanent avec le réfrigérant qui s'écoule de la sortie de l'évaporateur, soit un moyen de transfert de chaleur est prévu pour que le réfrigérant puisse échanger de la chaleur avec la charge de détection contenue dans une chambre située au-dessus du diaphragme lorsqu'il s'écoule vers la conduite d'aspiration.
Bien que le type bulbe/diaphragme soit utilisé dans la plupart des systèmes qui contrôlent la surchauffe du réfrigérant, les détendeurs électroniques sont de plus en plus courants dans les systèmes de plus grande taille ou dans les systèmes comportant plusieurs évaporateurs pour leur permettre d'être réglés indépendamment. Bien que les détendeurs électroniques puissent offrir une plus grande plage de régulation et une plus grande souplesse que les types bulbe/membrane, ils ajoutent de la complexité et des points de défaillance à un système car ils nécessitent des capteurs de température et de pression supplémentaires et un circuit de commande électronique. La plupart des vannes électroniques utilisent un moteur pas à pas hermétiquement scellé à l'intérieur de la vanne pour actionner une vanne à pointeau avec un mécanisme à vis. Sur certaines unités, seul le rotor pas à pas se trouve à l'intérieur du corps hermétique et est entraîné magnétiquement à travers le corps de vanne scellé par des bobines de stator à l'extérieur du dispositif.